# Гатти (Зоряні війни)
Гатти (англ. Hutts) — вигаданий інопланетний народ із фантастичного всесвіту Зоряних війн. Це червоподібні черевоногі істоти, що живуть на планеті Нал Гатта і її супутнику Нар Шаддай. Їм притаманні маленькі руки, широкий рот і величезні очі. Вони контролювали гігантську космічну імперію в Просторі Гаттів. Гатти походили з планети Варлей, але потім перебралися на Нал Гатт. Багато гаттів були кримінальними баронами.

## Опис
Дорослі гатти є огрядними істотами з загальною вагою тіла близько однієї тонни. Вони переважно ведуть напівсидячий спосіб життя, ліниво відпочиваючи цілими днями. Велика частина ваги гаттів припадала на набряклий живіт і товстий, як у слимака, хвіст, що лише доповнювало їхій образ корупціонерів. У гаттському суспільстві огрядність була ознакою влади і високого статусу, в той час як худі гатти вважалися слабкими і нижчого рангу.
Насправді, товсте на вигляд тіло гатта приховує під пухкою шкірою сильну мускулатуру, що дозволяє в разі потреби пересуватися з незвичайною швидкістю на одній м'язовій «нозі», котра формувалася спільно з животом і хвостом. Товста, вічно потіюча шкіра, а також товстий шар жиру під нею грають надзвичайно важливу роль, регулюючи температуру тіла. Шкірний покрив гатта досить міцний для того, щоб витримати кілька пострілів з бластера, до того, як будуть порушені життєво важливі органи. Це давало гаттам можливість розібратися з найманими вбивцями, які були непідготовленими до такого ходу дій. Також гатти мають імунітет проти багатьох отрут і інших летальних хімічних препаратів. Своїм потужним хвостом вони легко можуть оглушити і навіть вбити супротивника.
Крім цього, у гаттів досить сильний опір до обману розуму через Силу завдяки природному імунітету. гатти можуть бачити в ультрафіолетовому світлі і інших спектрах, невидимих для людського ока. Часто багаті гатти підсвічували свої палаци в спектрах такого роду, даючи зловмисникам помилкове відчуття скритності.
У гаттів не було власного кісткового скелета, але спеціальна зовнішня «мантія» допомагає їм управляти руками і головою. Вони вміють затискати свої ніздрі і затримувати дихання на незвично довгий час. гатти всеїдні; будучи здатними надувати свої щелепи і пристосовувати рот для споживання їжі, гатти заштовхували їжу собі в глотку за допомогою м'язистого язика, де знаходився спеціальний роздрібнюючий орган.
Відмітною ознакою гаттів була їхня здатність до відновлення поранених частин тіла. Приблизно в 31 році ДБЯ гатт Гаргон втратив половину своєї голови, включаючи очі і частину мозку. За розрахунками, на повне відновлення загублених органів йому б знадобилося близько століття. Невідомо, чи відбилося якось на його свідомості відновлення втраченої частини мозку.
Здатність до регенерації також можливо пов'язана з тим, що до своєї смерті в 4 році ПБЯ, Джабба Десілійк Тіуре мав на руці два звичайних і один протиставленний палець замість трьох звичайних пальців, властивих гаттам.
гатти були відомі тим, що у кожного з них був власний колір шкіри: у Джабби Десілійка Тіуре шкіра була зеленого маслянистого кольору, у Дурги — оранжевого, у Борво — блакитного, у Зіро — фіолетового, а у Оруби (в результаті генетичних дефектів ) — мертво-біла.
Можливо, в результаті лежачого способу життя, деякі гатти були надзвичайно огрядні, як, наприклад, мати Зіро Десілійка Тіуре.

## Розмноження
гатти — гермафродити, тому їхня стать визначається скоріше бажанням самого гатта. Зазвичай гатти, які доглядають за дітьми, вважаються особами жіночої статі, але гатт був вільний сам вирішувати, чи погоджуватися йому з цим чи ні. Для прикладу, гатт Джіліак за власним рішенням став жіночої статі після того, як завагітнів, а гатти Зорба і Джабба вважали себе чоловіками навіть після того, як у них народилися діти.
Ембріони гаттів проводили перші 50 років свого життя в спеціальному «мішку» і не мали сформованої свідомості. Перед появою на світ рівень інтелекту маленького гатта був порівнянний з інтелектом десятирічної людини. Новонароджені гатти могли цілими десятиліттями жити поруч зі своїми батьками, повертаючись до свого «мішка» на час сну, відпочинку або в стані переляку. Іноді інші гатти вбивали дітей, щоб уникнути конкуренції в майбутньому, як, наприклад, Джабба вбив дитину своєї тітки Джіліак після її смерті. До свого 130-річчя — віку повноліття у гаттів, — молодий гатт не грав ніякої ролі і не мав статусу у суспільстві.

## Суспільний устрій
Імперія гаттів була могутньою організацією, що контролювала велику частину Зовнішнього Кільця, що отримала назву Простору гаттів; не дивно, що рідна мова гаттов, був широко поширеною серед поневолених ними рас. Попри це, багато амбітних гаттів вирушали в світи поза Простором гаттів з метою стати кримінальними баронами в межах Республіки, Імперії та Нової Республіки. Всім гаттам давали ім'я, яке складалося з назви клану, до якого вони належали, і прізвища (наприклад, Джабба Десіліджік Тіуре і Борга Бесадій Діор). Однак, серед гаттів, що пішли або виключені з товариства гаттів, був поширений звичай замінювати ім'я клану і прізвище на приставку «гатт», як було у випадку «Джабби гатта» і «Гардулли гатта». У гаттів було кастовий поділ суспільства, де нижчою кастою були х'анни.

## Мова
Рідна мова гаттів (гаттська мова) є лінгва-франка кримінального світу у всесвіті Зоряних воєн. Всі інші мови гатти зневажають; ніхто з них не зійде до того, щоб говорити чужою мовою, і тому при заможному гаттові неодмінно є перекладач, винятком був Зіро гатт, що розмовляв основною галактичною мовою.

## Засоби пересування
У пізні роки життя більшість гаттів були затовстими для самостійного пересування і, як наслідок, прикуті до своїх тронів або крісел. Рухливіші гатти або повзали, як змії, або «ходили» на своїй єдиній «нозі», використовуючи черевні м'язи, які штовхали їх вперед. Решта гаттів частіше використовували гравісани, якщо хотіли вирушити кудись. Ще менш рухливі гатти використовували для пересування гравікрісла, наприклад Ааррба. Багаті і могутні гатти мали власні розкішні репульсорні яхти (наприклад, «Кетана», особиста яхта Джабби гатта), які часто використовували для показових виїздів з метою огляду володінь або просто поїздки куди-небудь.

## Цікаві факти
- Джабба Гатт, Грідо і деякі інші персонажі Зоряних війн розмовляють на гаттській мові. Звукооформлювач Бен Берт створив цю мову на основі мови кечуа. Берт зробив фонетичні записи діалогів, щоб актори могли вивчити слова.
- Щоб мова Джабби звучала більш огидно, Бен Берт наклав на неї звуки струшування каструлі із сирною масою.